# Medont (fill de Codros)
Medont (grec antic: Μέδων) nascut a Atenes, va ser un polític grec que va viure cap al segle xi aC. Era fill de Codros, que va ser l'últim rei d'Atenes.
Va ser arcont d'Atenes des de l'any 1069 aC al 1049 aC. Quan Codros va morir en una guerra contra Esparta, Medont i el seu germà Neleu van disputar-se la corona, perquè Neleu no volia que el seu germà fos rei ja que era coix. La baralla va donar motiu als atenencs per proposar l'abolició de la monarquia. Van consultar l'Oracle de Delfos que els va dir que assignessin el govern de la ciutat a Medont. Aristòtil diu que els atenencs van decidir abolir la monarquia.